# الطبيب تشون والتعويذة المفقودة
الطبيب تشون والتعويذة المفقودة (هانغل: 천박사 퇴마 연구소: 설경의 비밀) فيلم إثارة وغموض كوري جنوبي. من اخراج كيم سونغ سيك. وبطولة كانغ دونغ وون. مقتبس من ويبتون من تأليف فرش ورسم كيم هونغ تاي.

## القصة
معالج نفسي ومحتال يُدعى الطبيب تشون، يدير قناة يوتيوب لطرد الأرواح الشريرة الزائفة ويسافر في جميع أنحاء البلاد مع مساعده لأداء عمله، إلى أن يتلقى مهمة من عميلة تطلب منه إنقاذ شقيقتها الصغرى الممسوسة، ليجد نفسه في مواجهة حقيقية مع كائن خارق للطبيعة.

## الممثلون
- كانغ دونغ وون بدور دكتور تشيون[6]
- هيو جون هو بدور بوم تشون[7]
- إيسوم بدور يو كيونغ[8]
- لي دونغ هوي بدور كانغ دو ريونغ / إنباي
- كيم جونغ سو بدور المدير هوانغ
- بارك سو يي بدور يو مين
- اهن دو هو
- يون بيونغ هي بدور هوارانغ
- جو بو بي بدور جيوم باتشي
- بارك كيونغ هي بدور سا وول
- بارك جونغ مين بدور الشامان الخيالي[9]
- جيسو بدور العذراء السماوية[9]
- لي جونغ يون بدور زوجة السيد بارك[9]
- بارك ميونغ هون بدور السيد بارك[9]
- تشو يي هيون بدور ابنة السيد بارك[10]

## روابط خارجية
- الطبيب تشون والتعويذة المفقودة على موقع IMDb (الإنجليزية)
- الطبيب تشون والتعويذة المفقودة على موقع فيلمافينيتي (الإسبانية)
- الطبيب تشون والتعويذة المفقودة على موقع قاعدة بيانات الفيلم (الإنجليزية)
- الطبيب تشون والتعويذة المفقودة على موقع ليتربوكسد (الإنجليزية)